# Джейсон Ерлз
Джейсон Деніел Ерлз (нар. 26 квітня 1977, Сан-Дієго, Каліфорнія, США) — американський актор, відомий своєю роллю Джексона Стюарта в ситкомі Disney Channel «Ханна Монтана» та роллю Руді Джіллеспі в серіалі Disney XD «Kickin' It».

## Ранні роки
Ерлз народився в Сан-Дієго, Каліфорнія. Після проживання в Огайо і штаті Вашингтон його сім'я переїхала в Орегон.
В Орегоні він закінчив середню школу Гленко в Гіллсборо.
Перш ніж повернутися до південної Каліфорнії, Ерлз жив у Біллінгсі, штат Монтана, де вивчав театральне мистецтво в коледжі Рокі-Маунтін у 2000 році.

## Кар'єра
Ерлз зіграв ботана-картника, який дружив із персонажем Браяном Міллером у ситкомі CBS «Still Standing».
В 2004 році він з'явився у фільмі «Національний скарб» у ролі Томаса Гейтса, предка Бена Гейтса (Ніколас Кейдж).
В 2005 році Ерлз зіграв Ерні Капловіца у фільмі «Американський пиріг представляє: табір».
Найвідомішою роллю Ерлза стала роль Джексона Стюарта, старшого брата Майлі Стюарт (Майлі Сайрус), яку він грав у серіалі Disney Channel «Ханна Монтана» з 2006 по 2011 рік. Ерлз був помітно старшим за персонажа, якого він грав; коли шоу почалося, він був 29-річним і грав 16-річного.
Він двічі зіграв гостьову роль Грейді Спаггетта у серіалі Disney Channel «Філ з майбутнього». Ерлз з'явився в «Іграх Disney Channel» у 2006 році в синій команді, а в 2007 і 2008 роках у «Disney Channel Games» у червоній команді.
Ерлз був одним із ведучих «Sing-Along Bowl-athon Disney Channel» (спеціальний випуск Disney Channel у переддень Нового року 2006) і відповідного онлайн-голосування.
Він озвучив Спудніка у фільмі «Космічні друзі про собаку, що розмовляє» 2009 року.
Ерлз зіграв роль сенсея Руді Джіллеспі в оригінальному серіалі Disney XD «Kickin' It», прем'єра якого відбулася 13 червня 2011 року.
Джейсон працював тренером з акторської майстерності у «High School Musical: The Musical: The Series» та зіграв Дьюї Вуда, наставника табору у третьому сезоні.

## Особисте життя
Ерлз був одружений з Дженніфер Ерлз з 2002 по 2013 рік.
12 серпня 2017 року Джейсон Ерлз одружився з Кеті Драйсен.

## Фільмографія
| Рік      | Назва                            | Роль               | Примітка       |
| -------- | -------------------------------- | ------------------ | -------------- |
| 2004 рік | Національне надбання             | Томас Гейтс        |                |
| 2004 рік | Таблиця 6                        | Автобусний хлопчик | Короткий фільм |
| 2005 рік | American Pie Presents: Band Camp | Ерні Капловіц      | Пряме відео    |
| 2005 рік | Спеціальна ред                   | Молодий Давид      |                |
| 2007 рік | Гордон Гласс                     | Шеф                |                |
| 2009 рік | Космічні друзі                   | Spudnick (голос)   | Пряме відео    |
| 2009 рік | Ханна Монтана: Фільм             | Джексон Стюарт     |                |
| 2013 рік | Супер друзі                      | Джек Шеффер        | Пряме відео    |
| 2014 рік | Полювали                         | Дакс               |                |
| 2018 рік | Бойовий дрон                     | Дакс               |                |

| Рік            | Назва                           | Роль                                       | Примітка                                              |
| -------------- | ------------------------------- | ------------------------------------------ | ----------------------------------------------------- |
| 2003 рік       | MADtv                           | Swirley kid                                | 8 сезон, 18 серія                                     |
| 2003 рік       | The Shield                      | Кайл                                       | Епізод: " Breakpoint "                                |
| 2003 рік       | Малькольм у центрі уваги        | Зліва учень Маршальської школи             | Не зазначений в титрах; епізод: "Академічний окталон" |
| 2004 рік       | Усе ще стоїть                   | Горан Непереможний                         | Епізод: "Still Winning"                               |
| 2005 рік       | Один на один                    | Бред                                       | Епізод: "Glug, Glug"                                  |
| 2005–2006 роки | Філ з майбутнього               | Грейді Спаггетт                            | 2 епізоди                                             |
| 2006–2011 роки | Ханна Монтана                   | Джексон Стюарт                             | Головний акторський склад; 98 серій                   |
| 2007 рік       | Шорти Shorty McShorts           | Guy, SheZow (голос)                        | Епізод: " SheZow "                                    |
| 2008 рік       | Юристи Бостона                  | Мітчі Вестон                               | Епізод: "Непристойні пропозиції"                      |
| 2009 рік       | Інь Янь Йо!                     | себе (голос)                               | Епізод: «Інь! Ян! Ви!"                                |
| 2009 рік       | Аарон Стоун                     | Мисливець                                  | Епізод: "STAN by Me"                                  |
| 2009 рік       | Викрадений                      | Мерв                                       | Телевізійний фільм                                    |
| 2010 рік       | Рибальські гачки                | Кевін (голос)                              | Епізод: "Fail Fish"                                   |
| 2014 рік       | Хлопчик-хом'як (озвучка)        | Епізод: «День водоростей/Беа рятує дерево» |                                                       |
| 2011–2015 роки | Kickin' It                      | Руді Гіллеспі                              | Головний акторський склад; 83 епізоди                 |
| 2013 рік       | Ренді Каннінгем: Ніндзя 9 класу | Брент (голос)                              | Епізод: "Sword Quest"                                 |
| 2016 рік       | Подруги будь-коли               | Дакс Фреггінс                              | Епізод: «Код дружби»                                  |
| 2016–2018 роки | WTH: Ласкаво просимо до Howler  | Чак                                        | 8 серій                                               |
| 2017 рік       | Вампірина                       | Curt Spookman (голос)                      | Епізод: "Little Terror/Super Natural"                 |
| 2017 рік       | Лінда з кадрів                  | Тодд                                       | Телевізійний фільм                                    |
| 2019 рік       | Зміни настрою                   | Ангел                                      | 8 серій                                               |
| 2020 рік       | Просто катайтеся з ним          | Скітер Свінделл                            | Епізод: "Шейна Пенсільванія"                          |
| 2022 рік       | Шкільний мюзикл: мюзикл: серіал | Дьюї Вуд                                   | серіал Disney+ ; запрошена зірка ( сезон 3 )          |

## Нагороди та номінації
- 2009 рік - Teen Choice Awards - Найкращий актор: музика/танець -Ханна Монтана: Фільм - Номінація